# Westland Helicopters
Westland Helicopters était une entreprise britannique fondée en 1935, et spécialisée dans l'aéronautique. À l'origine, la société s'appelait Westland Aircraft et concentrait ses activités sur la conception de moteurs et d'avions tels que le Whirlwind, le Lysander ou le Wallace. La firme nouvellement créée se concentra alors davantage sur les hélicoptères ; le premier appareil sorti des chaînes de production en 1954 fut le Westland S-51 produit sous licence.

## Histoire

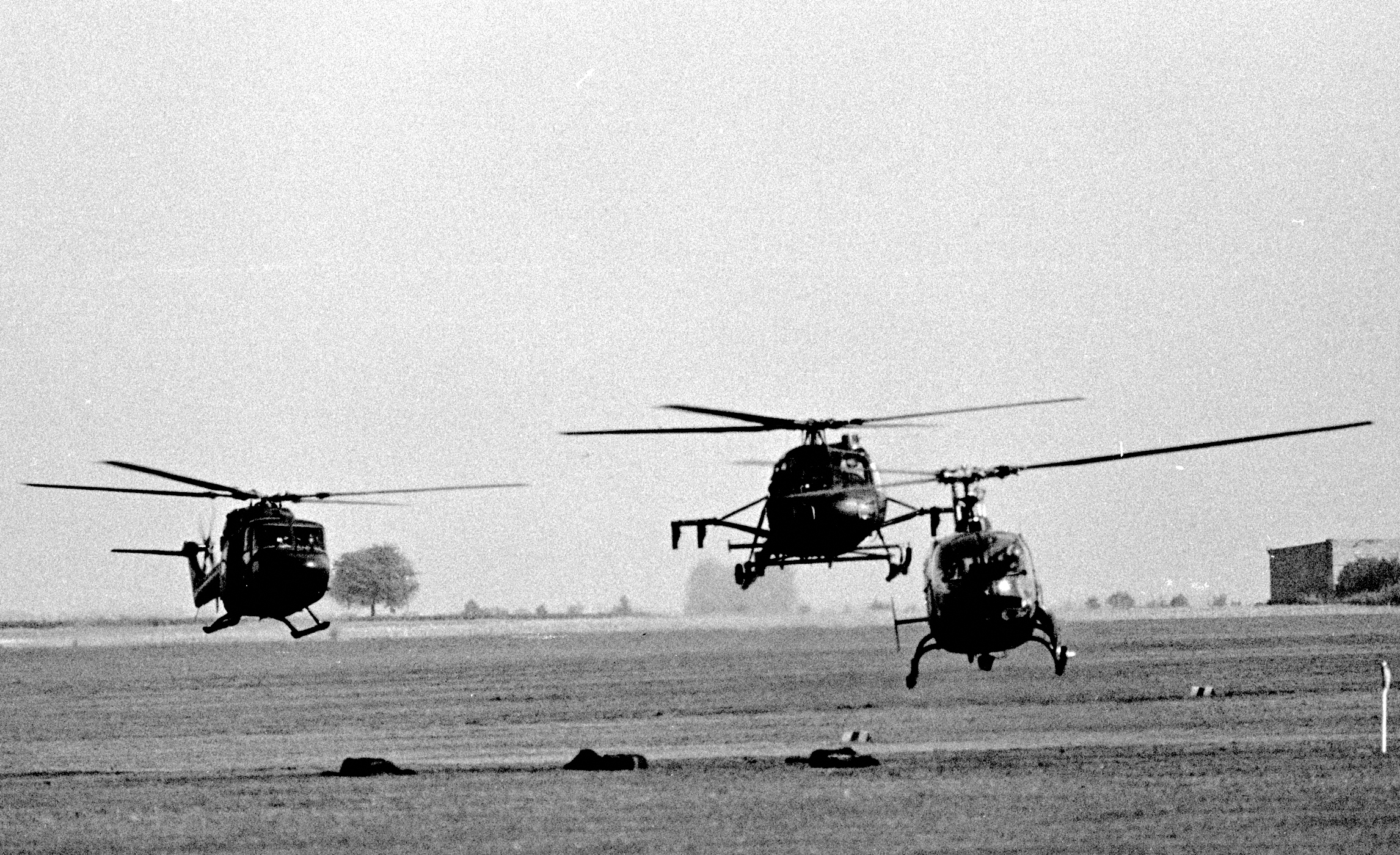
Lynx, Scout et Gazelle construit par Westland du 1er régiment de l'Army Air Corps a Hildesheim, Allemagne de l'Ouest en 1980.

### Fondation
En 1915 la société Petters Ltd, important constructeur de moteurs industriels, engage l'extension de ses activités vers la construction aéronautique et crée la société Westland Aircraft Works. Le gouvernement britannique lui impose alors de créer une division spéciale destinée aux modèles militaires. La nouvelle entreprise débute la fabrication sous licence de 12 exemplaires de l'hydravion Short Type 184 et reçoit une commande pour 20 Short Type 166. Durant la Première Guerre mondiale la société a été missionnée pour la réalisation du biplan Sopwith 1½ Strutter et des bombardiers Airco DH.4, DH.9, DH.9A et Vickers Vimy.
Grâce à l'expérience acquise avec les avions fabriqués sous licence, en 1917, l'entreprise se lance dans la conception et la production de ses propres modèles, Westland N-1B, Wagtail et Weasel en 1918.
Après la fin du conflit, la production s'est orientée vers les modèles civils avec notamment les avions de transport Westland Limousine et Woodpigeon bien que l'activité repose encore essentiellement sur le modèle militaire, il multiusage Wapiti. En 1935, la société Petters Ltd decide de diversifier sa production et sépare le secteur des moteurs d'avions de la construction des appareils et crée Westland Aircraft Ltd, dont le siège social est implanté à Yeovil, dans le comté de Somerset, Angleterre.

### Seconde Guerre mondiale
Le bimoteur Westland Whirlwind a été le premier avion de chasse britannique équipé d'un armement lourd. Plus rapide que la plupart des avions de l'époque en dotation à la RAF, le Whirlwind avait un très bon potentiel mais le projet fut abandonné à la suite des gros problèmes du moteur Rolls-Royce Peregrine. Seuls quelques prototypes ont été fabriqués. L'avion de reconnaissance Westland Lysander a connu un bien meilleur succès tout comme l'avion de chasse bimoteur Welkin capable de naviguer en très haut. Ce très bon avion n'a pas été fabriqué en grande quantité du fait des difficultés techniques de l'Allemagne nazie à produire un avion capable de voler en haute altitude jusqu'en 1942. L'utilisation du Welkin s'en est trouvée limitée.
Comme durant les années 1915-20, la production d'avion sous licence s'est poursuivie. Après que l'usine qui fabriquait les Supermarine à Southampton ait été gravement endommagée par les bombardements de la Luftwaffe, une grande partie de la production des Spitfire a été transférée dans les ateliers de Westland qui est devenue, à la fin de la guerre, le plus important constructeur de cet avion de chasse.
Après la Seconde Guerre mondiale, la société a commencé à construire des hélicoptères avec un accord de licence du constructeur américain Sikorsky Aircraft. Depuis le milieu des années 1950, l'entreprise s'est de plus en plus concentrée sur le développement et la production d'hélicoptères, recentrant ses activités et limitant ses coûts. La production a commencé avec le Sikorsky H-5, qui devint le Libellule, effectuant ses premiers essais en 1948, et entré en service au sein de la Royal Navy et de la Royal Air Force en 1953. Le succès de la libellule a été répété avec la production du S-55. Entre 1945 et 1960, Westland produit les trois quarts des hélicoptères britanniques : Westland devint ainsi le second constructeur occidental d'hélicoptères. Puis, Westland est devenu l'unique producteur d'hélicoptères britanniques au début des années 1960.
L'entreprise a racheté plusieurs entreprises britanniques à partir de 1961, date à laquelle elle fut officiellement baptisée Westland Helicopters, à la suite de la division de l'industrie aéronautique militaire britannique entre Hawker-Siddeley, BAe et Westland.
Dans la fin des années 1960, la société s'engage dans une collaboration avec le groupe français SNIAS afin de développer trois hélicoptères de nouvelle génération destinés aux usages militaires français et britanniques, le Puma, la Gazelle, et le Lynx, ce dernier étant conçu majoritairement par Westland.
Malgré les commandes du ministère de la Défense britannique et les aides publiques, la rentabilité de la société décline. En 1970, Westland renforce la concentration de l'industrie d'hélicoptères nationale sous sa houlette en rachetant son compatriote British Hovercraft Corporation. En juin 1980, Westland et le constructeur italien Agusta, filiale de la holding italienne Finmeccanica, créent une coentreprise European Helicopter Industries pour concevoir et fabriquer le futur hélicoptère militaire répondant aux cahiers des charges des armées italienne et britannique, baptisé « EH.101 ». En 1985, la société Westland est au bord de la faillite et le groupe américain Sikorsky fait une offre de rachat qui provoque une crise politique connue sous le nom d'affaire Westland. 
La direction de Westland n'avait pas caché qu'elle était favorable à son rachat par Sikorsky mais Michael Heseltine, secrétaire d'État à la Défense, craignant que ce rachat par un constructeur américain n'exclue Westland de tous les marchés militaires des pays européens, tentera le rapprochement de Westland avec un groupement composé de constructeurs européens ayant déjà collaboré avec Westland : l'italien Agusta, l'allemand MBB et le français Aérospatiale. Eurosceptique, Margaret Thatcher adopta une position de principe selon laquelle c'était à la direction de Westland de choisir qui la rachèterait, et non au gouvernement britannique de s'immiscer dans ce choix. S'estimant désavoué, Heseltine démissionnera en janvier 1986, provoquant une crise gouvernementale. Le rachat par Sikorsky, associé au groupe italien Fiat a finalement lieu en juin 1986.
En 1988, GKN décide de prendre une participation de 30% dans le capital de Westland Aircraft mais, très vite, la société doit affronter une période de récession internationale qui frappe particulièrement le marché britannique. Le groupe GKN décide de vendre ou d'arrêter différents secteurs d'activité pour se concentrer sur les métiers les plus rentables de son propre cœur de métier. Parmi les opérations financières les plus importantes, il y a le rachat total, moyennant un investissement de 248 millions de Livres Sterling, de Westland Aircraft.
Dans les années 1990, l'entreprise redevient rentable, grâce à plusieurs gros contrats passés par le ministère de la Défense britannique portant sur des hélicoptères de transport AgustaWestland EH101 Merlin et d'attaque AgustaWestland WAH-64 Apache entré en service en 2005.
De 1999 à 2004, GKN-Westland a été associé à Agusta à travers une coentreprise qui se termine par la vente de GKN à Finmeccanica des parts détenues par GKN. Le 26 mai 2004, Westland est intégrée dans le groupe Finmeccanica qui fusionne les deux sociétés en créant AgustaWestland dont le groupe italien Leonardo, nouvelle dénomination sociale de Finmeccanica depuis 2017,.

## Production

### Avions
- Westland Gannet
- Westland Lysander
- Westland Wallace
- Westland Walrus
- Westland Wapiti

- Westland Welkin
- Westland Whirlwind
- Westland Wyvern

### hélicoptères

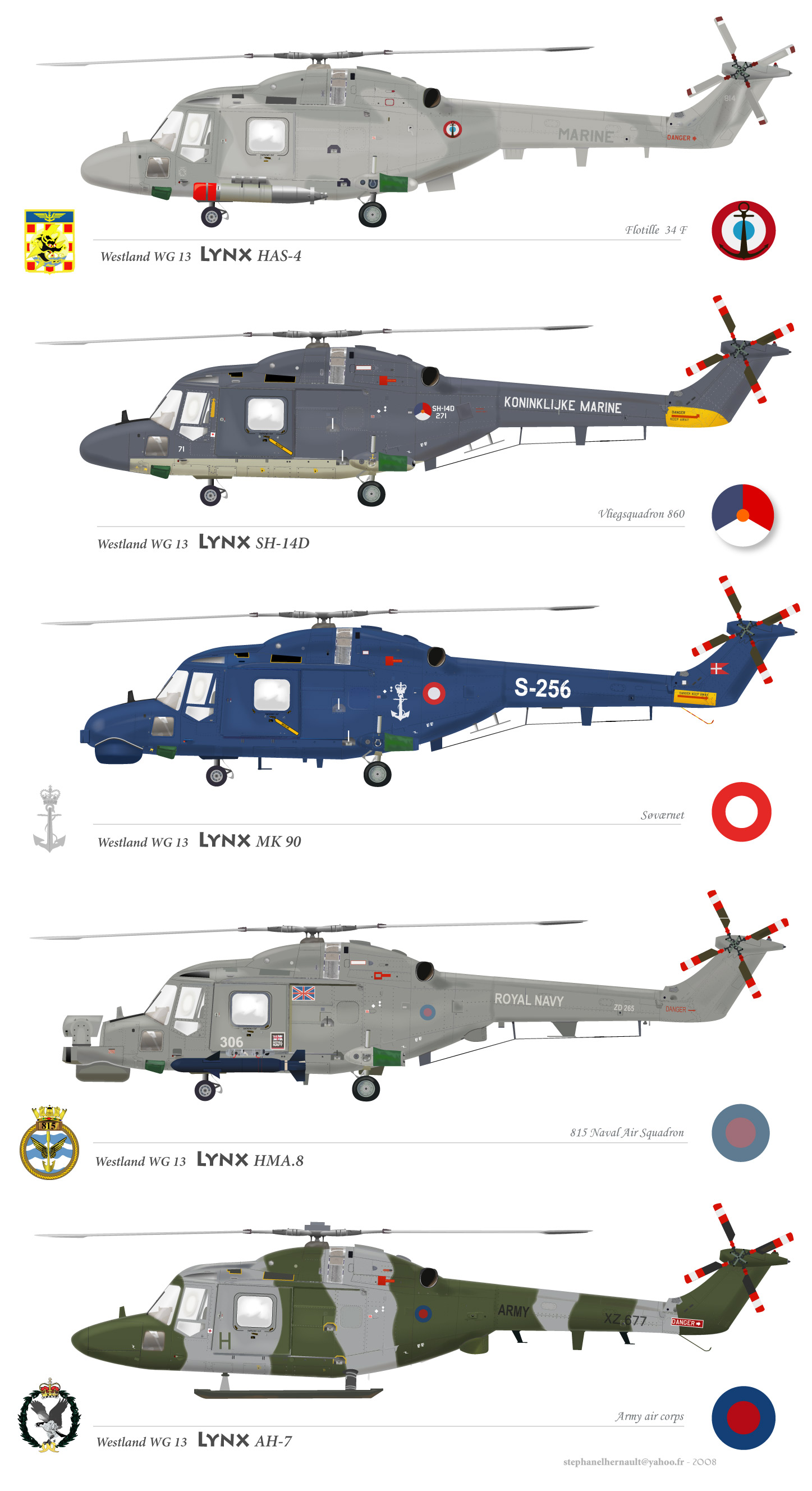
Différents versions du Lynx.

- Westland Belvedere (en)
- Westland Dragonfly (en)
- Westland Gazelle
- Westland Lynx
- Westland Merlin
- Westland Scout
- Westland Sea King
- Westland Super Lynx
- Westland Wasp
- Westland Wessex